# Monika Staab
Monika Staab (* 9. Januar 1959 in Dietzenbach) ist eine deutsche Fußballtrainerin und ehemalige Fußballspielerin. Mit vier Meistertiteln, fünf Pokalsiegen und dem Europapokal von 2002 gehört die Mitgründerin, ehemalige Präsidentin und Trainerin des 1. FFC Frankfurt zu den erfolgreichsten Trainerinnen der Welt.

## Leben

### Fußballspielerin
Monika Staab, die dritte Tochter eines Dietzenbacher Bäckermeisters, spielte bereits 1970 11-jährig in Ermangelung von Mädchenmannschaften im Frauenteam der SG Rosenhöhe Offenbach. 1974 trat die Abteilung geschlossen zu den Offenbacher Kickers über, wo sie bis 1977 spielte, bevor sie zur NSG Oberst Schiel, der damals stärksten hessischen Frauenmannschaft, wechselte. Mit dem Klub stand sie 1977 im Finale um die deutsche Meisterschaft, unterlag dort aber knapp der SSG 09 Bergisch Gladbach. Bereits im folgenden Jahr verließ sie Deutschland und spielte in der Folge unter anderem bei Paris Saint-Germain in Frankreich sowie den Queens Park Rangers und dem FC Southampton in England. 1984 schloss sie sich zurück in ihrer hessischen Heimat der SG Praunheim aus einem Frankfurter Stadtteil an, die sie als Mannschaftsführerin 1990 zur erfolgreichen Qualifikation für die Fußball-Bundesliga führte. 1992 beendete sie ihre Spielerinnenlaufbahn.

### Trainer-/Funktionärin

#### National
1993 übernahm Staab den Trainerposten bei Praunheim. Als 1999 die Mitglieder der Frauenfußball-Abteilung der SG Praunheim den 1. FFC Frankfurt gründeten, wurde sie Vorsitzende des neuen Klubs. Als Trainerin führte sie den 1. FFC Frankfurt zu vier Meistertiteln (1999, 2001, 2002, 2003) und fünf Pokalsiegen (1999, 2000, 2001, 2002, 2003). Zudem gewann sie mit dem Team 2002 den neugeschaffenen UEFA-Pokal für Frauenmannschaften, mittlerweile UEFA Women’s Champions League.
Nachdem der Club 2004 innerhalb weniger Wochen sowohl das DFB-Pokal- als auch das UEFA-Pokal-Finale verloren hatte und es auch in der Meisterschaft nur zum zweiten Rang gereicht hatte, legte Monika Staab ihr Amt als Trainerin des 1. FFC Frankfurt nieder. Das Amt der Präsidentin gab sie zum Jahresende 2006 ab.

#### International
2007 wechselte Staab nach Bahrain, um die dortige Frauennationalmannschaft im Fußball zu trainieren. Nach fünf Monaten und nur einem Spiel verließ sie Bahrain und arbeitete für die FIFA als Beraterin bei Entwicklungsprojekten.
Ab Februar 2013 trainierte sie die Frauennationalmannschaft von Katar und verlor dieses Amt im Oktober 2014, der Fußballverband des Landes wollte lieber einen Mann als Trainer.
Anschließend „im Auftrag der FIFA an Kurzzeit-Projekten für den Frauenfußball in Ländern wie den Seychellen, Nordkorea und China.“
Im Oktober und November 2017 coachte sie zwei Monate lang das gambische Nationalteam der Frauen. Ab Oktober 2018 arbeitete sie in Gambia beim Auf- und Ausbau des Frauenfußballs und der Ausbildung von Sportlehrkräften mit.
Seit September 2021 ist sie Nationaltrainerin der ersten Frauenfußball-Nationalmannschaft in Saudi-Arabien, deren erstes Training nach Auswahlspielen am 2. November 2021 stattfand. Staab unterstützt den Aufbau des Frauenfußballs in einem Land, das erst seit November 2020 eine eigene Frauen-Fußballliga hat und in dem lange Frauen-Fußball überhaupt nicht erlaubt war.

### Pionierarbeit
Staab war mehrfach für die FIFA oder den DFB tätig, um Strukturen aufzubauen, Frauen- und Mädchenfußball voranzubringen oder Lehrerinnen und Trainerinnen für den Fußball zu gewinnen. So war sie beispielsweise 2016 in Usbekistan oder 2020 in Gambia im Einsatz, seit 2021 ist sie in Saudi-Arabien tätig. Für Staab steht dabei immer die Förderung der Mädchen und Frauen durch den Sport im Vordergrund. 
„Für mich hat der Fußball mehr Wert als nur das reine Fußballspielen: Diese Frauen und Mädchen in ihrem Selbstvertrauen zu stärken, darin aufzustehen, für ihre Rechte zu kämpfen, um wirklich ein Teil der Gesellschaft zu sein.“
Staab wurde am 5. Mai 2014 von der Initiative Deutscher Fußball Botschafter für ihr Engagement im Ausland geehrt und mit dem Hauptpreis „Deutscher Fußball Botschafter 2014“ ausgezeichnet.

## Auszeichnung
Im Jahr 2023 wurde Monika Staab das Bundesverdienstkreuz 1. Klasse verliehen.

## Werke
- Monika Staab, Dieter Hochgesand: Früchte des Traums: Wie die Frauen den Fußball eroberten. Röschen-Verlag, Frankfurt am Main 2011, ISBN 978-3-940908-08-7.